# Вир (притока Сожу)
Вир — річка в Ріпкинському районі Чернігівської області України, ліва притока річки Сож (басейн Дніпра). 
Довжина річки становить 20 км. 
Річка починається з болота Замглай. Впадає до річки Сож в селі Суслівка, за пару кілометрів до впадання останньої до річки Дніпро. 
Права притока — Сухий Вир. 
На річці розташовані села Пилипча, Вир, Лизунова Рудня, Пізнопали, Плехтіївка, Суслівка.

## Етимологія
Назва Вир очевидно походить від південноруських діалектів, що передають слова «безодня, вир, рушатиме, суводь, сувой», у тверській говірці вирем називали заплавний луг або скошування, а також у ряді інших діалектів — це півострів, заплава або калач. Куряни здавна називають «виреєм» жайворонка, тверські і псковські селяни чаклунів і ворожок (порівняйте інша назва міста на р. Сейм — Ворожба), у українців це — «рай», «загадковий край», «чарівне царство». «Бирь» в мові архангелогородців — безодня, втяжень або закрутень, у жителів Твері і Ржева — місце найбільшої сили вогню при пожежі. 
В Англії є річка Wyre (whirle «вир»). 
Легендарний образ «Вира», як якогось загадкового, фатального і похмурого місця з безліччю озер і боліт, населених невидимими істотами, знайшов відображення в повісті «Виря» І. Карасьова. Подібна назва і у фантастичного оповідання Н. Лазарєвої «Вирь», де відтворюється альтернативне минуле. 
У 1983 році український режисер Станіслав Клименко створює художній фільм Вир на кіностудії ім. Довженка (таку ж назву було у роману українського письменника Тютюнника Григорія Михайловича).
| Річка | Це незавершена стаття про річку. Ви можете допомогти проєкту, виправивши або дописавши її. |